# クルン・タイ・バンクFC
クルン・タイ・バンクFC（タイ語: สโมสรฟุตบอลธนาคารกรุงไทย, 英語: Krung Thai Bank Football Club）は、2008年シーズンまでタイのバンコク中央部に本拠地を置いて活動していたプロサッカークラブ。タイ第2位の大手銀行、クルンタイ銀行によって1977年に創設された。
ホームスタジアムは人工芝のチュラ・スタジアム（チュラーロンコーン大学競技場）。
AFCチャンピオンズリーグ2008では、インドネシアがアジアカップ2007開催の影響でリーグが遅延し、出場2チームを2007年末までに決定出来る見込みがなかったため、代わりにタイとベトナムから通常より1枠多く出場させる事になり、その結果2007年度のタイ・プレミアリーグ2位だったクルン・タイ・バンクの出場が決まった。
2009年1月、チームはバンコク・グラス・グループ系列のBGFCスポーツに買収され、チームオーナーであったクルンタイ銀行はタイ・プレミアリーグから撤退。バンコク・グラスFCとなり選手をそのまま引き継ぐも、ホームはバンコクに隣接するパトゥムターニー県に移転した。

## タイトル

### 国内タイトル
- タイ・プレミアリーグ: 2回
  - 2003、2004
- タイ・ディヴィジョン1リーグ: 1回
  - 1997
- タイ・リーグカップ: 1回
  - 1992
- コー・ロイヤルカップ: 2回
  - 1988、1989

## AFC大会での成績
- AFCチャンピオンズリーグ: 3回出場

2004: グループステージ（グループF 3位）
2005: グループステージ（グループG 2位）
2008: グループステージ（グループF 3位）

## 歴代所属選手
- キャティサック・セーナームアン 1989-1995
- ナンタワット・タエンソパ 2007-2008